# Lionel Larry
Lionel Larry (Compton, 14 settembre 1986) è un velocista statunitense, specializzato nei 400 metri piani.
In carriera è stato campione mondiale della staffetta 4×400 metri a Berlino 2009, pur avendo gareggiato unicamente in batteria.

## Palmarès
| Anno | Manifestazione   | Sede       | Evento      | Risultato  | Prestazione | Note  |
| ---- | ---------------- | ---------- | ----------- | ---------- | ----------- | ----- |
| 2003 | Mondiali allievi | Sherbrooke | 200 m piani | Semifinale | dns         |       |
| 2007 | Mondiali         | Osaka      | 400 m piani | Batteria   | dnf         |       |
| 2009 | Mondiali         | Berlino    | 400 m piani | Semifinale | 45"85       |       |
| 2009 | Mondiali         | Berlino    | 4×400 m     | Oro        | 2'57"86     | [ 1 ] |